# Coprofília

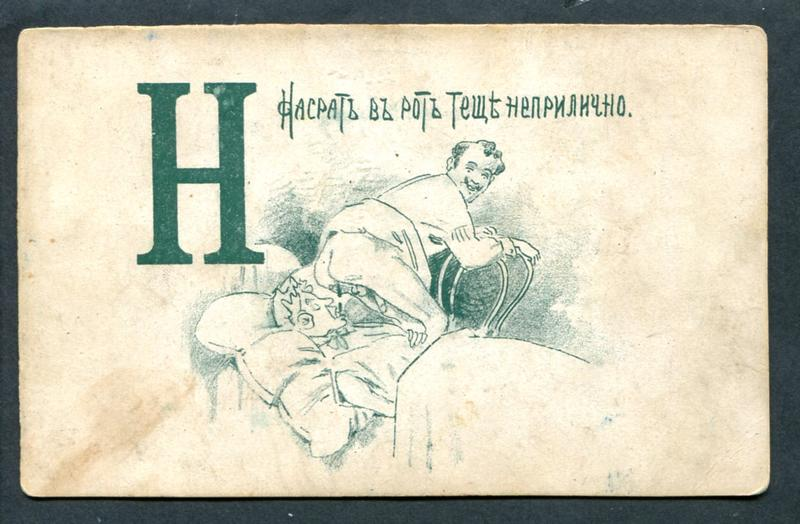
Una persona defecant a la boca d'una altra, en un còmic rus del.

La coprofília és una parafília, considerada com una classe de fetitxisme, consistent en l'excitació sexual produïda pels excrements, i que sol combinar-se amb el sadomasoquisme o l'infantilisme.
Consisteix en l'atracció per olorar, assaborir, untar-se o veure l'acte de defecar com un mitjà d'excitació sexual i plaer. Aquesta activitat eròtica es pot practicar solitàriament o en parella.
Alguns copròfils practiquen la coprofàgia, és a dir, ingereixen excrements, la qual cosa pot afectar la salut a causa dels riscos de contraure malalties com ara l'hepatitis A o la pneumònia.
Independentment del fet que es pugui entendre com a correcte o no, la pràctica d'aquest fetitxisme no precisa una atenció mèdica psicològica, ja que pot manifestar-se de forma passatgera, sistemàticament o permanent, sense que això suposi un problema psicològic.

## Cleveland Steamer
El Cleveland Steamer (terme anglès que significa "vapor de Cleveland") és un terme col·loquial usat als Estats Units per descriure una forma de coprofilia, quan algú defeca al pit de la seva parella.

## En la cultura popular
- En l'episodi 11 de la segona temporada de Prison Break, titulat ("Bolshoi Booze"), l'exfuncionari de presons Roy Geary li proposa a una prostituta realitzar-lo a l'habitació del seu hotel. L'escena està rodada mostrant la part de sota d'una taula de vidre translúcid, amb la prostituta dient: "Un Cleveland què?"
- A la pel·lícula South Park: Bigger Longer & Uncut, els quatre nens veuen a Internet un alemany defecant sobre la mare de Cartman.
- A l'episodi 9 de la Temporada 3 de Pare de Família, "Mr. Saturday Knight". Peter Griffin ha perdut la feina a la fàbrica de joguines i en una escena es veu treballant com a prostituta del carrer. Lois i la seva família el forcen a pujar al seu cotxe i Peter li pregunta a Lois si li agradaria un "Cleveland Steamer" (només en el doblatge en anglès).
- La cançó "Rock Your Socks" del grup de rock nord-americà Tenacious D té referències a la coprofilia en les seves lletres "All we're Askin 'you to do / Is drop trou / And squeeze out / A Cleveland Steamer on my chest (Ooh!) "
- En l'aclamada pel·lícula de Woody Allen Delictes i faltes, el personatge de Clifford Stern interpretat per Woody Allen li comenta la seva dona, interpretada per Joanna Gleason "Un estrany home va defecar en la meva germana". Ella respon - "per què?". Seguit d'una escena en què la germana de Stern relata la fastigosa experiència que va tenir amb una cita a cegues.